# ジェイムズ・ガーニー
ジェイムズ・ガーニー（James Gurney、1958年6月14日  ‐ ）は、　アメリカ合衆国のイラストレーター、作家。人間と恐竜とが共存する架空の島を舞台とした探検記である、絵本シリーズ『ダイノトピア』で知られる。ニューヨーク州ダッチェス郡ラインベック在住。

## 生い立ち
ガーニーは、機械技師であるロバートと妻ジョアンナの間に生まれた、五人子供の末っ子として、カリフォルニア州パロ・アルトで育った。 作業場で修繕をするよう勧められ、彼はパペット、グライダー、仮面、凧などを制作し、ハワード・パイルやノーマン・ロックウェルといった画家たちに関する書物を通じ、独学で絵画技法を身につけた。
彼はカリフォルニア大学バークレー校で考古学 を学び、1979年、 ファイ・ベータ・カッパ・クラブの栄誉とともに、自然人類学で文学士号を取得した。彼はそのときにカリフォルニア州パサデナの アートセンター・カレッジ・オブ・デザインで、二学期にわたってイラストレーションを学んだ。貨物列車で国々を横断する冒険に触発された彼とトーマス・キンケイドは、1982年、"The Artist’s Guide to Sketching"を共同で著した。二人はまた、アニメーション映画『ファイアー＆アイス』（ラルフ・バクシとフランク・フラゼッタの共同制作）に背景画担当として参加している。

## 作品
ガーニーのフリーのイラストレイターとしての経歴は1980年代に始まる。当時、ガーニーは彼が特徴とする空想世界を油絵でリアルに描写する技術を向上させていた。ガーニーは70冊を超えるＳＦとファンタジー小説の表紙を描き、アメリカ郵便公社の発行する切手を幾つかデザインした。中でも1996年のThe World of Dinosaursが有名である。
　1983年より、モチェ遺跡、クシュ遺跡、エトルリア文明の復元想像図、ティム・セヴェリンが実験航海を行ったギリシア神話の英雄イアーソーンとオデュッセウスの航海の図を含むナショナルジオグラフィック誌のイラストを多数手がけた。
　また、これらの考古学的な復元想像図に着想を得て、ロスト・ワールドの風景を描いたシリーズ、Waterfall City (1988) と Dinosaur Parade (1989)を製作した。その後、元出版者のイアン・バランタインとベティ・バランタインの奨励によってフリーランス活動を辞め、二年をかけて『ダイノトピア―恐竜国漂流記』を製作、1992年に出版した。同書はニューヨーク・タイムズベストセラーリスト入りし、ヒューゴー賞、World Fantasy、チェスリー賞、Spectrum、そしてコロラド州児童図書賞を獲得した。また、100万部以上を売り上げ、18の言語に翻訳されている。
　ダイノトピアシリーズはイラスト・ストーリーともにガーニーの作であり、『ダイノトピア 地下世界への冒険』(1995)、Dinotopia: First Flight (1999)、Dinotopia: Journey to Chandara (2007)がある。ダイノトピアシリーズの原稿はスミソニアン大学の国立自然史博物館とノーマン ロックウェル博物館にて展示されてきたが、現在はアメリカおよびヨーロッパ各地の博物館を巡業している。
最近では彼は二冊の絵画技法書を出版している。『空想的リアリズム　架空世界を描く方法』 (2009)と『カラー＆ライト　リアリズムのための色彩と光の描き方』 (2010)である。

## 読書案内
- Debus, Allen A. (2006). Dinosaurs in Fantastic Fiction: A Thematic Survey (1st ed. ed.). Jefferson, North Carolina, and London: McFarland & Company, Inc.. ISBN 978-0-7864-2672-0
- Hintz, Carrie; and Elaine Ostry (2003). Utopian and Dystopian Writing for Children and Young Adults. New York and London: Routledge. ISBN 0-415-94017-6
- Reed, Walt (2001). The Illustrator in America 1860-2000. New York, NY: Watson-Guptill Publications. ISBN 0-8230-2523-3